# Pararge pusilla
Pararge pusilla är en fjärilsart som beskrevs av Kurentzov 1966. Pararge pusilla ingår i släktet Pararge och familjen praktfjärilar. Inga underarter finns listade i Catalogue of Life.